# Caso vocativo
El caso vocativo (griego clásico: κλητική πτῶσις; griego moderno: κλητική πτώση; latín: Vocativus; procede de las palabras latinas vocativus, de vocatus, “llamamiento”, “invocación”; abreviatura: “voc.”) es un caso gramatical que se emplea para identificar el nombre al que se dirige el hablante.
Es el quinto caso de la declinación latina de los nombres, en la cual se pone la persona con quien hablamos.
Históricamente, el caso vocativo era un elemento del sistema de casos indoeuropeo y existía en latín, sánscrito y griego. Muchos idiomas indoeuropeos modernos (español, inglés, etc.) han perdido el caso vocativo, pero otros lo conservan, incluidos los idiomas bálticos, como el lituano, algunos idiomas celtas como el gaélico escocés y el irlandés y la mayoría de los idiomas eslavos (ruso, polaco, checo, serbio, croata, bosnio, ucraniano, búlgaro, etc.). Entre las lenguas romances, el vocativo se conservó solo en el rumano, posiblemente debido a la influencia eslava. También ocurre en algunos idiomas no indoeuropeos como el georgiano, el árabe y el coreano.
Algunos lingüistas, como Albert Thumb, argumentan que la forma vocativa no es un caso en el sentido gramatical porque no funciona como parte de la oración, sino una forma especial de sustantivos que no pertenecen a ningún caso, ya que las expresiones vocativas no están relacionadas sintácticamente con otras palabras en las oraciones. Los pronombres suelen carecer de formas vocativas.

## Uso en idiomas varios
Cuando se utiliza un vocativo, el elemento a quien se dirige el hablante se expone, directamente. Por ejemplo, en la oración «No te entiendo, Juan», Juan es un vocativo que indica el receptor del mensaje, o la persona a quien el hablante se dirige.
En algunas lenguas, la función del lenguaje conocida como función fática, o de contacto, sirve para verificar que existe un canal abierto de comunicación. En el pasado, cuando un barco se cruzaba con otro en alta mar de noche, o cuando alguien arribaba a una casa o alquería sin que se supiese si había alguien dentro, se solía expresar con una fórmula fática ad hoc que tenía la misma función que un vocativo: "¡Ah del barco!", o "¡Ah de la casa!". 
En el árabe no existe el caso vocativo pero sí una partícula que sirve para marcar esta función, yā (يا), que se usaba en el español medieval; lo recoge, por ejemplo, el Cantar de Mio Cid en la frase "hya Mío Cid...". Este vocativo árabe, pronunciado ye'  en árabe andalusí por el cierre vocálico (o imala) fue de uso frecuente y aún se conserva en uso, con notable vitalidad, en la Comunidad Valenciana.
También ha pasado al castellano un vocativo en la palabra chaval, ya que chavalé, de la que procede, es en el idioma romaní (gitano) el vocativo de la palabra chabuk ("muchacho"), que por su parte ha dado lugar al castellano chavo. 
En el valenciano y en el español rioplatense se utiliza el vocablo "che" para marcar el vocativo, y por lo general su uso se restringe a la conversación informal. Ejemplo: "Che, Carlos, ¿me pasás la sal?". Se ha especulado si el che valenciano tiene su origen en una evolución del vocativo árabe ye, pero el hecho de que en la actualidad en la Comunidad Valenciana se usen tanto che como ye resta credibilidad a esta hipótesis.
En el náhuatl del siglo XVI, para marcar el vocativo los hombres cambiaban la sílaba tónica de la penúltima a la última sílaba, utilizando el sufijo -é: cihuātl (/ˈsi.waːt͡ɬ/), mujer - cihuātlé (/si.waː't͡ɬe/) - "Oh, mujer"; mientras que las mujeres simplemente cambiaban la sílaba tónica de la penúltima a la última: cihuātl (/ˈsi.waːt͡ɬ/), mujer - cihuātl (/si.waːˈt͡ɬ/) - "Oh, mujer" : 81 .

### Ejemplos
- polaco: Żegnaj, synu! - ¡Adiós, hijo!
- náhuatl: Mēxihcahé ma huāllatotōcah - Mexicanos, corran hacia acá; Totahtziné - Oh, Padre nuestro.